# Programa (grupo musical)
Programa es un grupo musical español popular en los años 80 por sus apariciones en televisión en programas como Tocata, con hits como Galileo Galilei, Síntesis digital, reunión de amigos, etc., incluyendo una versión de síntesis digital con Fernandisco, así como sintonías de programas de televisión.

## Historia
Este programa se formó en 1983 con Carlos Guirao (tras abandonar el grupo Neuronium) y Joseph Loibant. Publicaron los discos Síntesis digital, reunión de amigos y acrópolis. Produjeron en 1987 un nuevo disco llamado Paris Dakar que permaneció inédito hasta su publicación en el año 2010. Para las actuaciones en directo se uniría al grupo el percusionista y escultor José María Ciria. Tras este disco Carlos Guirao abandona el grupo.
En 1999 cambiarían el nombre Programa por Program@ y Carlos Guirao  sería reemplazado de forma estable por José María Ciria. en esta época publicaron dos discos más, Ashes y Phoenix.
El grupo es conocido por ser el primero en haber actuado para televisión con instrumentos musicales y ordenadores. Existen documentos videográficos de éstas actuaciones. También es conocido por actuar de teloneros en los conciertos de Stevie Wonder en Madrid (20 de agosto de 1984, Estadio del Rayo Vallecano) y Barcelona (22 de agosto de 1984, Plaza de Toros Monumental).
Después del año 2003 no han vuelto a realizar producciones bajo el nombre programa, si bien han colaborado en otros proyectos, como por ejemplo el disco Alchemy de Loibant-Guirao, publicado un año antes de la muerte de Carlos Guirao.

## Discografía
- Síntesis digital (1983) (Reeditado en formato digital por Picap en 2011)

- Reunion de amigos (1984, maxi-single)

- Acropolis (1985) (Reeditado en formato digital por Picap en 2011)

- Paris Dakar (producido en 1987)

- Ashes (1999)

- Phoenix (2003)